# Plattköpfe
Die Plattköpfe oder Krokodilfische (Platycephalidae) leben küstennah in tropischen Breiten des Indopazifik. Eine Art (Solitas gruveli) lebt im östlichen Atlantik, an der afrikanischen Küste, drei Arten sind durch den Suezkanal in das Mittelmeer eingewandert (Lessepssche Migration). Die Fische bevorzugen kontinentale Küsten und halten sich oft auch in Lagunen von Korallenriffen und in Flussmündungen auf.

## Merkmale
Namensgebend für die Plattköpfe ist ihr flacher, großer, oft mit Stacheln besetzter Kopf. Ihr Körper ist langgestreckt, vorn leicht abgeflacht, hinten mit einem runden Querschnitt und dünn, und mit kleinen Kammschuppen bedeckt. Der Unterkiefer steht vor. Die Tiere werden zwischen 17 Zentimeter und 1,10 Meter lang. Sie haben zwei deutlich getrennte Rückenflossen. Die Stachelstrahlen der ersten Rückenflosse haben keine Giftdrüsen, wie sie z. B. die Skorpionsfische besitzen. Der erste Stachelstrahl der ersten Rückenflosse ist sehr kurz und mit den anderen nicht durch die Flossenmembran verbunden. Die Bauchflossen stehen hinter dem Brustflossenansatz.
Flossenformel: Dorsale 1 VI–X, Dorsale 2 11–15, Pectorale 16–22
Die großen, runden Augen der Plattköpfe liegen auf der Kopfoberseite und sind durch ein netzartiges Lid, das sich je nach Lichteinstrahlung ausdehnt oder zusammenzieht, besonders an die sonnendurchfluteten Flachwasserzonen angepasst.

## Lebensweise
Es sind hauptsächlich nachtaktive Bodenbewohner ohne Schwimmblase, die als Lauerjäger auf Beute warten. Auf Geröllböden sind sie wegen ihrer fleckigen, meist bräunlichen oder grauen Zeichnung gut getarnt, in Sandböden graben sie sich durch Rüttelbewegungen des Körpers ein, bis nur noch die Augen und das Maul herausschauen. Nähert sich ein unvorsichtiger Fisch, so wird er durch Aufreißen des großen Mauls eingesogen. Fische die in größerem Abstand, bis zu einem Meter über dem Krokodilsfischen schwimmen werden geschnappt, indem die Krokodilsfische plötzlich senkrecht emporschnellen. Neben Fischen werden auch Krebstiere, kleine Kopffüßer und Borstenwürmer verzehrt. Werden die Plattköpfe bedroht, so vertrauen sie auf ihre Tarnung, und stellen zur Abwehr ihre erste mit Stachelstrahlen bewehrte Rückenflosse auf. Sie fliehen erst im letzten Augenblick und schwimmen nur ein kurzes Stück, um sich anschließend wieder auf den Boden zu legen oder einzugraben.

## Fortpflanzung
Die Fortpflanzung der Krokodilsfische ist noch weitgehend unbekannt. Einige Arten führen jährliche Laichwanderungen durch. Die Fische paaren sich nachts. Die Eier sind planktonisch und haben einen Durchmesser von unter einem Millimeter.

## Gattungen und Arten
Es gibt zwei Unterfamilien und etwa 80 Arten aus 19 Gattungen:
- Unterfamilie Oniigociinae
  - Ambiserrula

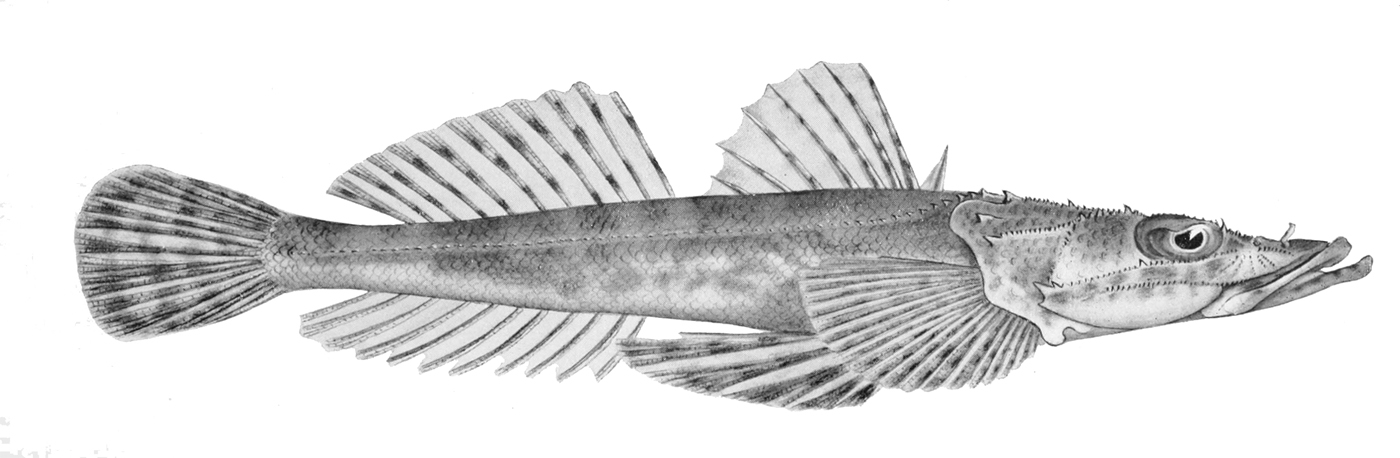
Ambiserrula jugosa

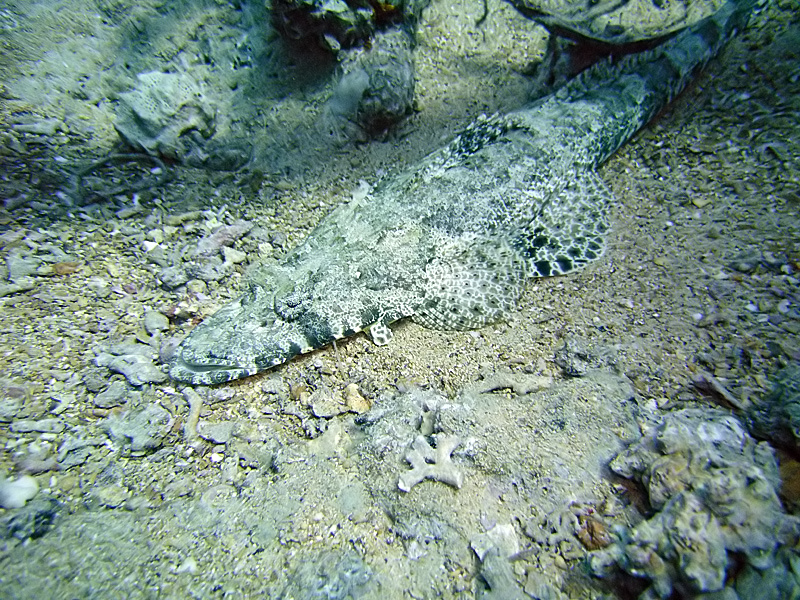
Cociella crocodila

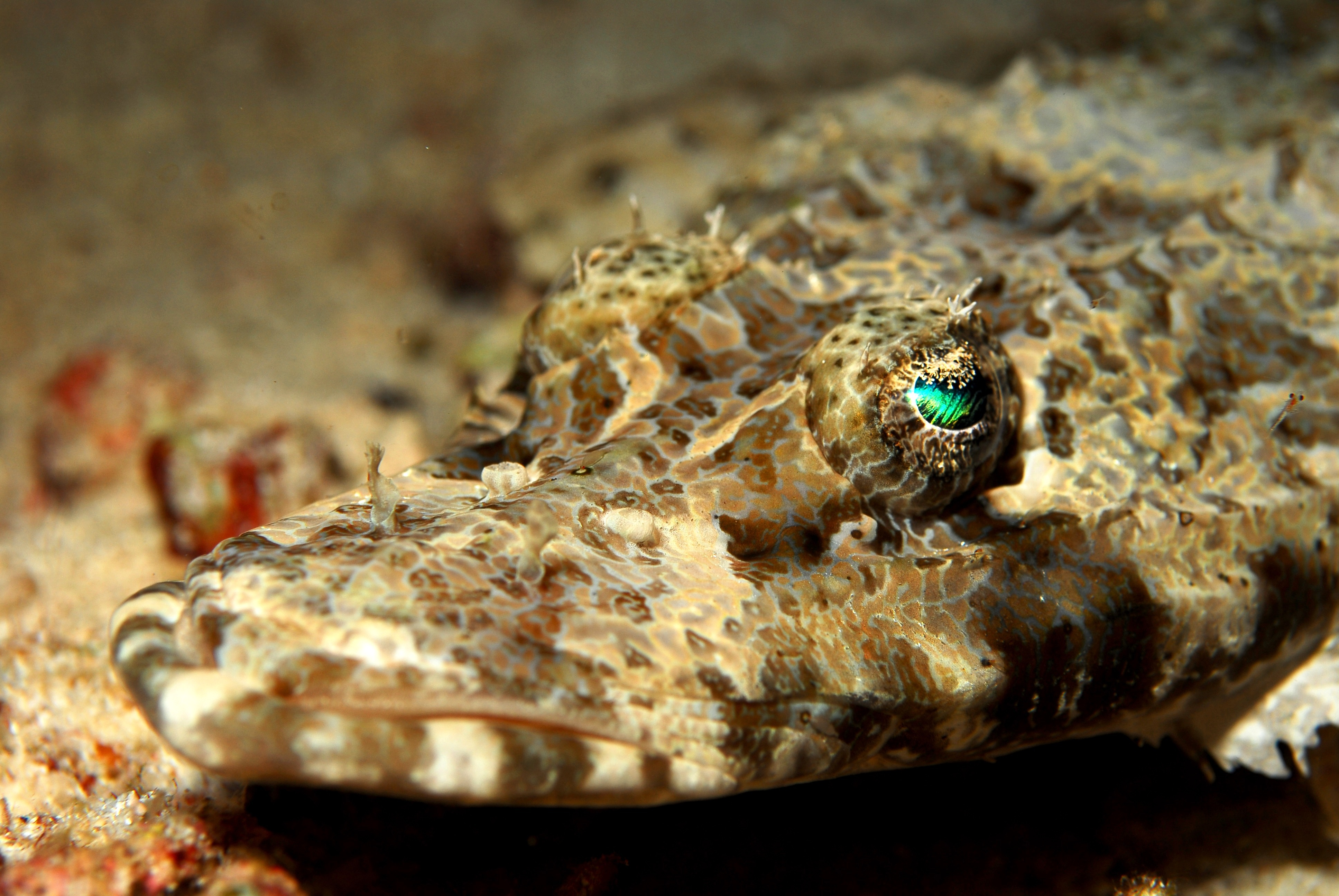
Braunkopf-Plattkopf (Cymbacephalus beauforti)

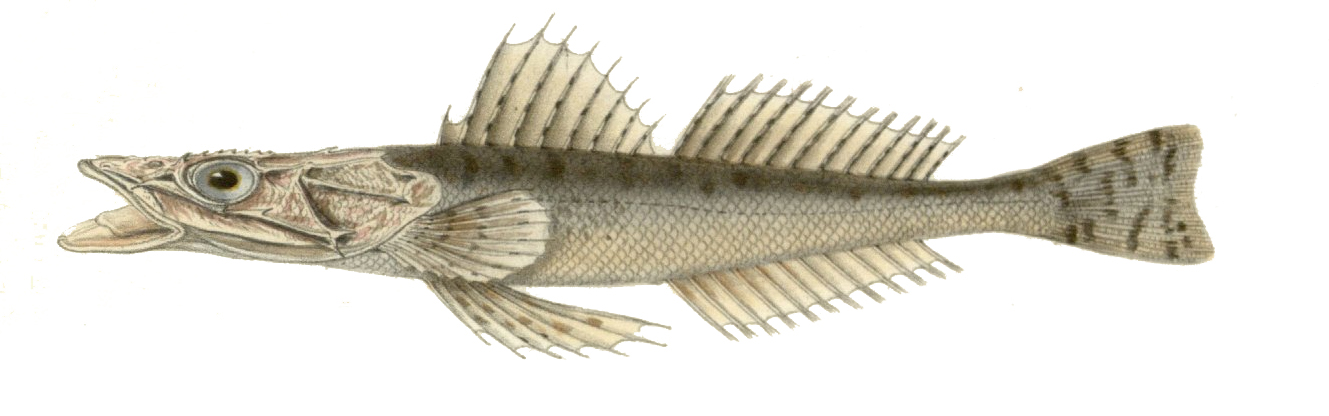
Inegocia japonica

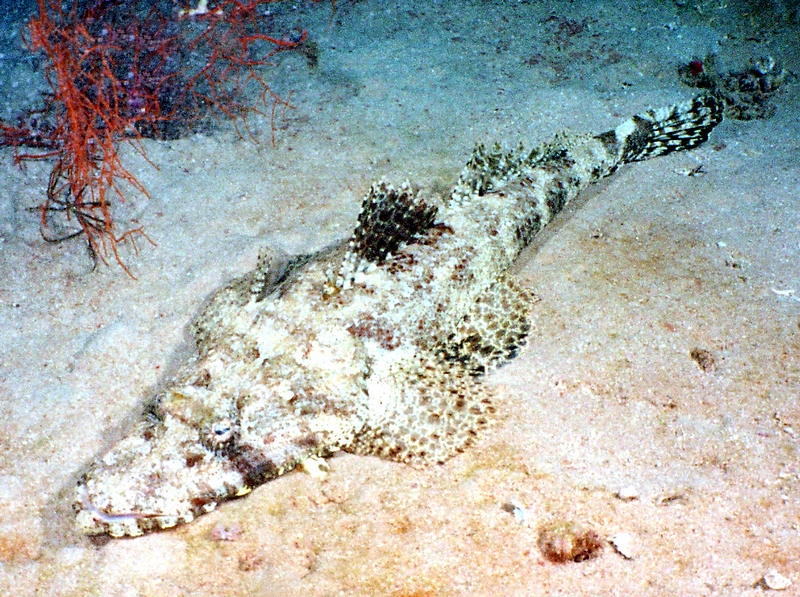
Teppich-Krokodilsfisch (Papilloculiceps longiceps)

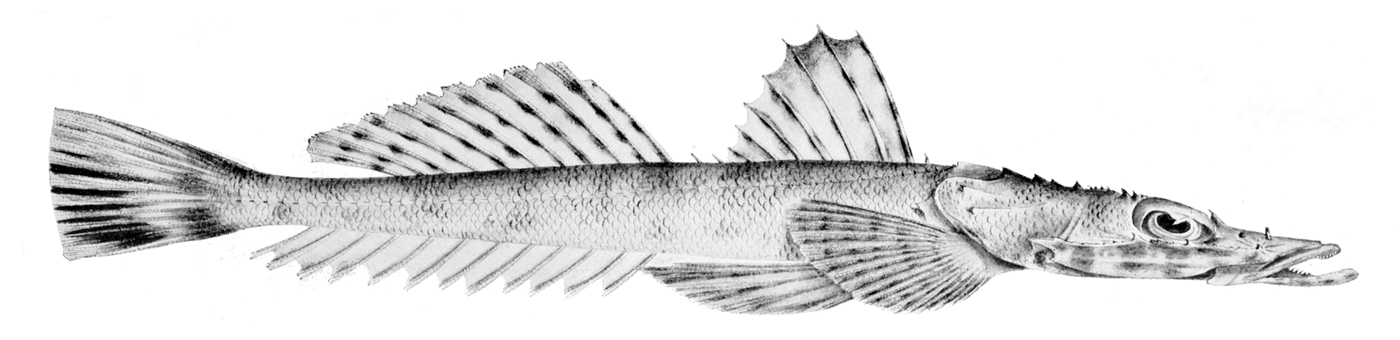
Ratabulus diversidens

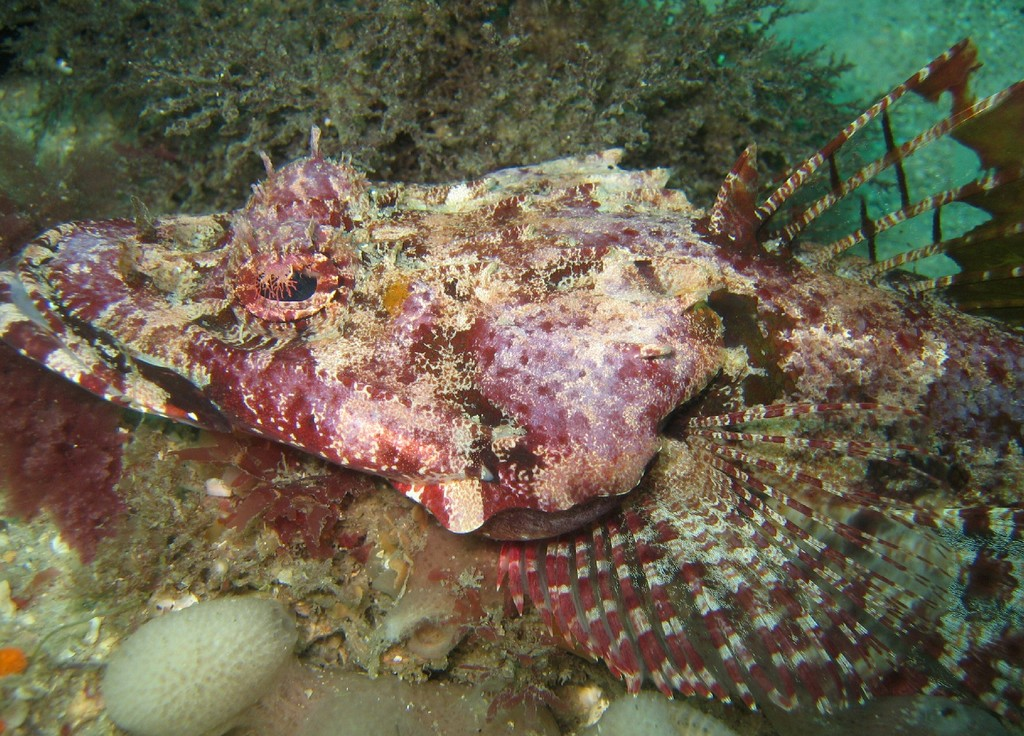
Thysanophrys cirronasa

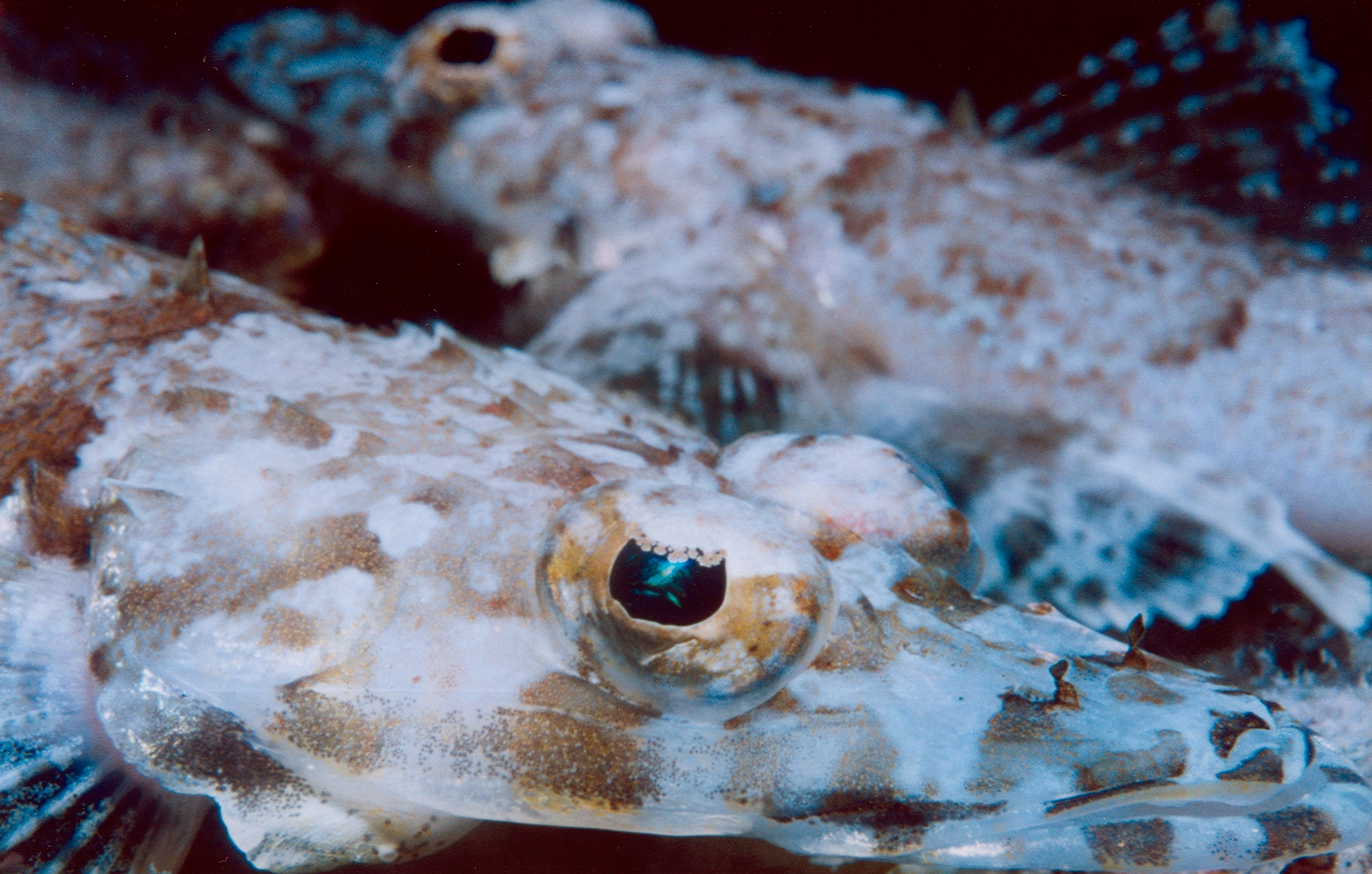
Thysanophrys chiltonae

    - Ambiserrula jugosa McCulloch, 1914.

  - Cociella
    - Cociella crocodila Tilesius, 1812
    - Cociella heemstrai Knapp, 1996
    - Cociella hutchinsi Knapp, 1996
    - Cociella punctata Cuvier, 1829
    - Cociella somaliensis Knapp, 1996

  - Cymbacephalus
    - Braunkopf-Plattkopf (Cymbacephalus beauforti) Knapp, 1973
    - Cymbacephalus bosschei Bleeker, 1860
    - Cymbacephalus nematophthalmus Günther, 1860
    - Gefleckter Plattkopf (Cymbacephalus staigeri) Castelnau, 1875

  - Grammoplites
    - Grammoplites knappi Imamura & Amaoka, 1994
    - Grammoplites scaber Linnaeus, 1758
    - Grammoplites suppositus Troschel, 1840
    - Grammoplites vittatus Valenciennes, 

  - Inegocia
    - Inegocia guttata Cuvier, 1829
    - Inegocia harrisii McCulloch, 1914
    - Inegocia japonica Tilesius, 1812

  - Kumococius
    - Kumococius rodericensis Cuvier, 1829

  - Onigocia
    - Onigocia bimaculata Imamura & Sakashita, 2000
    - Onigocia grandisquamis Regan, 1908
    - Onigocia macrocephala (Weber, 1913)
    - Onigocia macrolepis Bleeker, 1854
    - Onigocia oligolepis Regan, 1908
    - Onigocia pedimacula Regan, 1908
    - Onigocia spinosa Temminck & Schlegel, 1844

  - Papilloculiceps
    - Teppich-Krokodilsfisch (Papilloculiceps longiceps) Cuvier, 1829

  - Ratabulus
    - Ratabulus diversidens McCulloch, 1914
    - Ratabulus megacephalus Tanaka, 1917

  - Rogadius
    - Rogadius asper Cuvier, 1829
    - Rogadius melanopterus Knapp & Wongratana, 1987
    - Rogadius nigripinnis Regan, 1905
    - Rogadius patriciae Knapp, 1987
    - Rogadius portuguesus Smith, 1953
    - Rogadius pristiger Cuvier, 1829
    - Gezähnter Plattkopf (Rogadius serratus) Cuvier, 1829
    - Rogadius welanderi Schultz, 1966

  - Seychelliceps Prokofiev, 2019[2]
    - Seychelliceps cooperi (Regan, 1908)

  - Solitas
    - Solitas gruveli Pellegrin, 1905

  - Suggrundus
    - Suggrundus macracanthus Bleeker, 1869
    - Suggrundus meerdervoortii Bleeker, 1860

  - Sunagocia
    - Breitkopf-Plattkopf (Eurycephalus arenicola (Schultz, 1966))
    - Sunagocia carbunculus (Valenciennes, 1833)
    - Sunagocia omanensis Knapp & Randall, 2013
    - Tupfen-Plattkopf (Sunagocia otaitensis) Cuvier, 1829
    - Sunagocia sainsburyi Knapp & Imamura, 2004

  - Thysanophrys
    - Thysanophrys armata Fowler, 1938
    - Sulawesi-Krokodilsfisch (Thysanophrys celebica) Bleeker, 1854
    - Zwerg-Plattkopf (Thysanophrys chiltonae) Schultz, 1966
    - Rankennasen-Krokodilsfisch (Thysanophrys cirronasa) Richardson, 1848
    - Thysanophrys haploblepharis Prokofiev, 2017
    - Thysanophrys longirostris Shao & Chen, 1987
    - Thysanophrys papillaris Imamura & Knapp, 1999
    - Thysanophrys randalli Knapp, 2013
    - Thysanophrys rarita Knapp, 2013
    - Thysanophrys springeri Knapp, 2013
    - Thysanophrys tricaudata Knapp, 2013
- Unterfamilie Platycephalinae
  - ElatesElates ransonnetiiPlatycephalus arenariusPlatycephalus bassensis

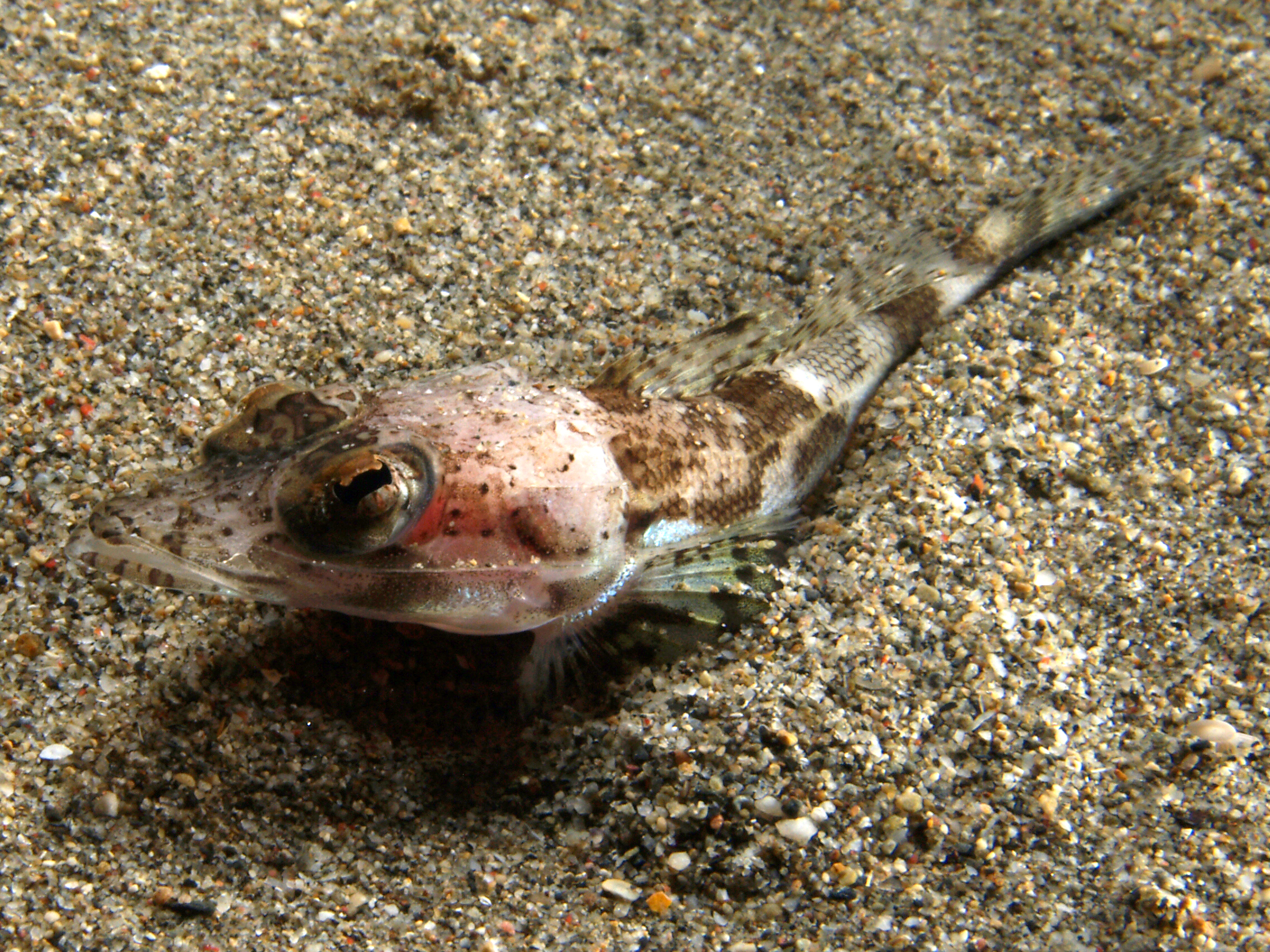
Elates ransonnetii

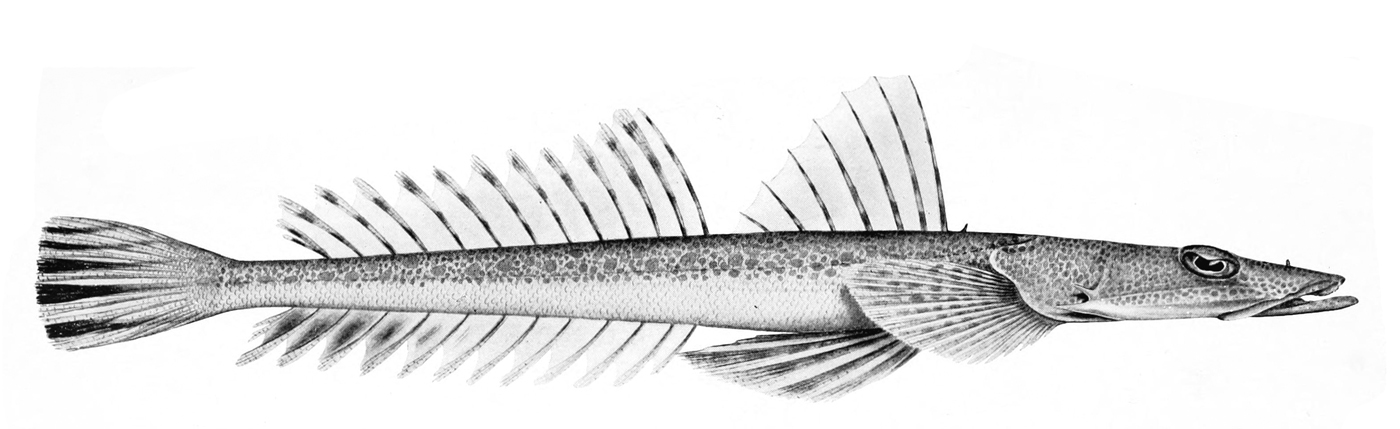
Platycephalus arenarius

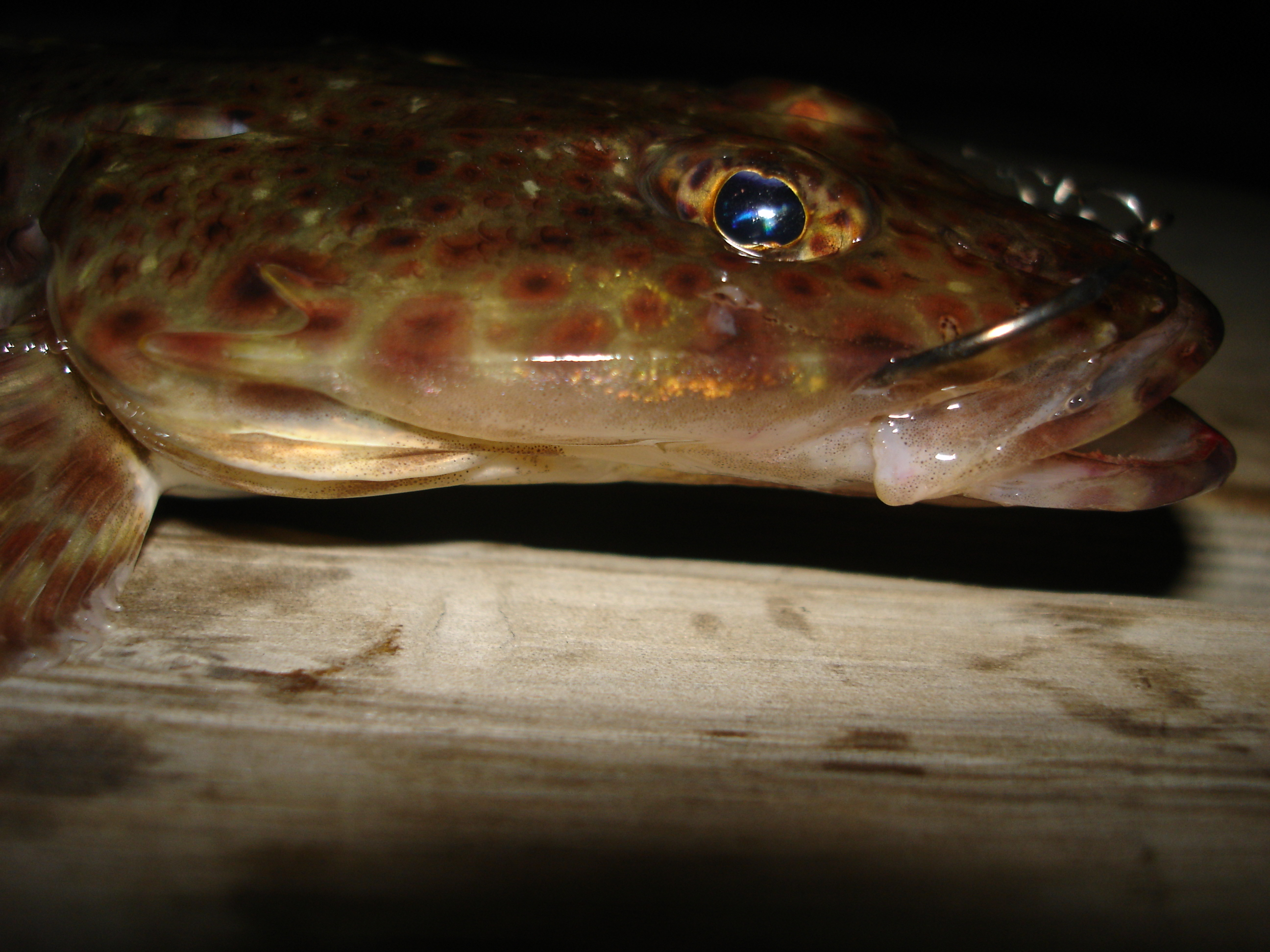
Platycephalus bassensis

    - Elates ransonnetii Steindachner, 1876

  - Platycephalus Bloch, 1795. Type genus.
    - Platycephalus arenarius Ramsay & Ogilby, 1886
    - Platycephalus aurimaculatus Knapp, 1987
    - Platycephalus australis  Imamura, 2015
    - Platycephalus bassensis Cuvier, 1829
    - Platycephalus caeruleopunctatus McCulloch, 1922
    - Platycephalus chauliodous Knapp, 1991
    - Platycephalus conatus Waite & McCulloch, 1915
    - Platycephalus cultellatus Richardson, 1846
    - Platycephalus endrachtensis Quoy & Gaimard, 1825
    - Platycephalus fuscus Cuvier, 1829
    - Indischer Plattkopf (Platycephalus indicus) Linnaeus, 1758.
    - Platycephalus laevigatus Cuvier, 1829
    - Platycephalus longispinis Macleay, 1884
    - Platycephalus marmoratus Stead, 1908
    - Platycephalus micracanthus Sauvage, 1873
    - Platycephalus richardsoni Castelnau, 1872
    - Platycephalus speculator Klunzinger, 1872
- incertae sedis
  - Leviprora
    - Leviprora inops Jenyns, 1840

  - SorsogonaSorsogona tuberculata

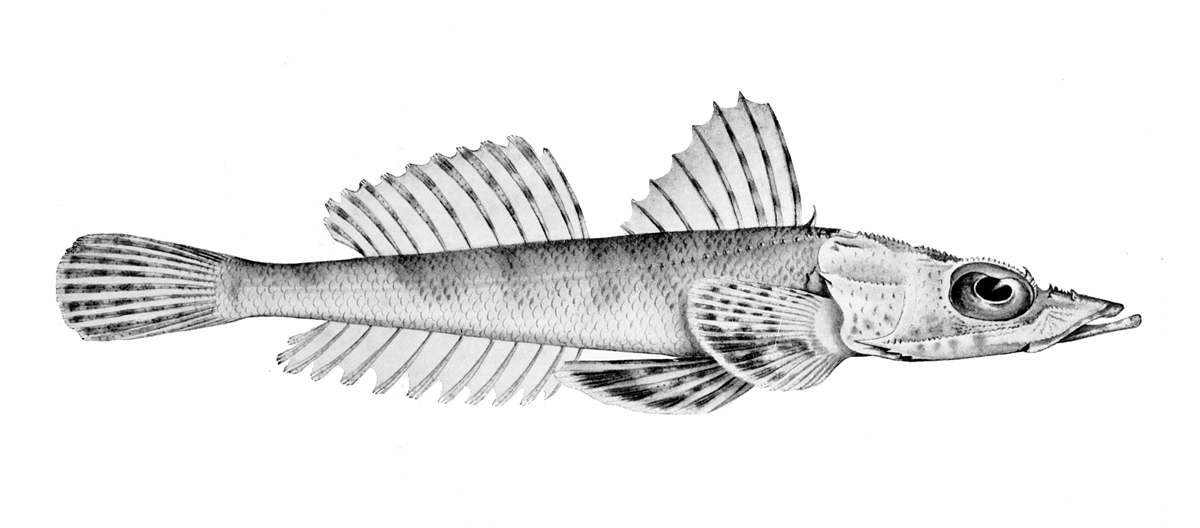
Sorsogona tuberculata

    - Sorsogona humerosa Knapp & Heemstra, 2011
    - Sorsogona melanoptera Knapp & Wongratana, 1987
    - Sorsogona nigripinna (Regan, 1905)
    - Sorsogona portuguesa (Smith, 1953)
    - Sorsogona prionota Sauvage, 1873
    - Sorsogona tuberculata Cuvier, 1829